# Хевель-Модіїн
32°03′00″ пн. ш. 34°55′00″ сх. д. / 32.05° пн. ш. 34.916666666667° сх. д.
Хевель-Модіїн (івр. מועצה אזורית חבל מודיעין) — регіональна рада в центральній частині Ізраїлю. Заснована в 1950 році і охоплює територію від Петах-Тікви до Модіїна.
Рада межує з:
- Регіональною радою Дром-га-Шарон, містами Ельад і Рош-га-Аїн на півночі;
- Регіональною радою Мате-Біньямін на сході;
- Регіональною радою Ґезер та містом Модіїн-Макабім-Реут на півдні;
- Дром-га-Шарон, регіональною радою Сдот-Дан, містами Лод і Рамла на заході.

## Список населених пунктів
Раді підпорядковуються: кібуц, 19 мошавів, три громадські поселення та молодіжне поселення.
Кібуци
- Беерот Іцхак

Мошави
- Ахісамах
- Барекет
- Бейт-Аріф
- Бейт-Нехем'я
- Бен-Шемен
- Бней-Атарот
- Ґінатон
- Ґімзо
- Ґіват-Коах
- Хадід
- Керем-Бен-Шемен
- Кфар-Даніель
- Кфар-Рут
- Кфар-Труман
- Мазор
- Нехалім
- Рінатія
- Шілат
- Тірат-Єгуда

Поселення громад
- Лапід
- Мево-Модіїм
- Нофех

Молодіжні села
- Молодіжне поселення Бен-Шемен

## Виноски
1. ↑  GeoNames — 2005.